# Villarmayor (La Coruña)
Villarmayor (en gallego y oficialmente Vilarmaior) es un municipio de la provincia de La Coruña (Galicia, España), ubicado en la comarca de Betanzos.
El escudo heráldico de Villarmayor se organiza del siguiente modo: de sinople (verde), una banda de oro (amarillo) cargada de tres crucetas de gules (rojo) y acompañada de seis anillos de oro, el timbre una corona real.

## Geografía
Es un pequeño municipio de  30,35 km² que se sitúa en el dominio geográfico de las Mariñas orientales. Su clima puede  englobarse en el dominio oceánico-húmedo propio de la costa septentrional gallega y en el aspecto litológico es similar al resto de la Comunidad gallega con esquistos, granitos gnéisicos y granitos granulados de dos micas. Las mayores altitudes se encuentran en la zona oriental del municipio y son O Catasol con 440 m y O Seixo Grande con 375 m.

## Parroquias
Parroquias que forman parte del municipio:
- Doroña (Santa María).
- Grandal (San Pedro).
- Guimil[3] (San Cristovo)[4]
- Torres (San Xorxe).
- Villamateo[3]
- Villarmayor[3]

## Geografía humana

### Demografía
Cuenta con una población de 1252 habitantes (INE 2024).
| Gráfica de evolución demográfica de Vilarmaior entre 1842 y 2021 |
| |
| Población de derecho según los censos de población del INE Población de hecho según los censos de población del INEEn estos censos se denominaba Villarmayor: 1900, 1910, 1920, 1930, 1940, 1950, 1960, 1970 y 1981 Entre el censo de 1877 y el anterior, este municipio desaparece porque se integra en el municipio 15069 (Puentedeume) Entre el censo de 1897 y el anterior, aparece este municipio porque se segrega del municipio 15069 (Puentedeume) |